# Zoltán Kaszab

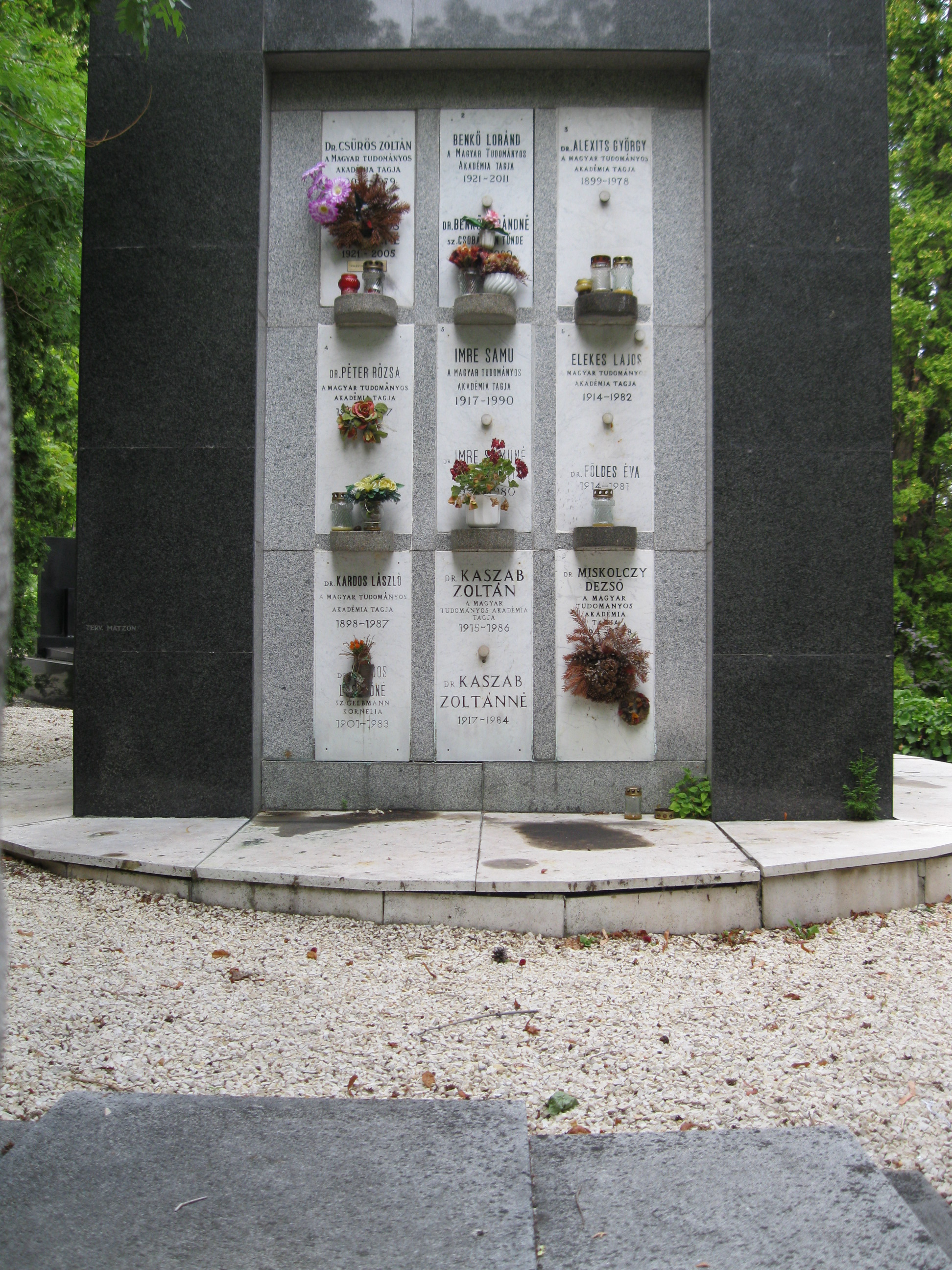
Gedenkteken voor Kaszab op begraafplaats in Boeda

Zoltán Kaszab (in het Hongaars: Kaszab Zoltán) (Farmos, 23 september 1915 - Boedapest, 4 april 1986) was een Hongaars entomoloog.
Kaszab studeerde biologie aan de Loránd Eötvös-universiteit (toen: Hongaarse Koninklijke Péter Pázmány-Universiteit) in Boedapest. Hij was geïnteresseerd in de taxonomie van insecten en in zoögeografie en was gespecialiseerd in kevers (Coleoptera), voornamelijk zwartlijven (Tenebrionidae) en oliekevers (Meloidae). Tijdens expedities naar onder andere Mongolië verzamelde hij bijna een half miljoen exemplaren van ongewervelde dieren, waaronder 200.000 geleedpotigen voor het Hongaarse Museum voor Natuurlijke historie, waarvan hij van 1970 tot 1985 de directeur was. De wetenschappelijke resultaten van de expeditie werden door hem vastgelegd in Ergebnisse der Zoologische Forschungen von Dr. Z. Kaszab in der Mongolei (1965).   
Tijdens zijn leven publiceerde Kaszab 397 artikelen en heeft hij ongeveer 3700 nieuwe diersoorten ontdekt en wetenschappelijk beschreven. Er zijn, in zijn eer, bijna 500 diersoorten naar hem vernoemd, de soortaanduiding "kaszabi" komt voor bij de wetenschappelijke namen van diverse organismen.
- Bibliothèque nationale de France: cb12756235b (data)
- Gemeinsame Normdatei: 1089861699
- International Standard Name Identifier: 0000 0001 0964 541X
- Library of Congress Control Number: n81081958
- Nationale Bibliotheek van Israël: 987007277599005171
- Nationale Bibliotheek van Polen: a0000002091300
- Nederlandse Thesaurus van Auteursnamen: 070803471
- Réseau des bibliothèques de Suisse occidentale: 02-A003444089
- Système universitaire de documentation: 220906750
- Virtual International Authority File: 37042615
- WorldCat: E39PBJy8vvKyq3QM3V6tjJCvpP